# No End (album de Keith Jarrett)
Pour les articles homonymes, voir No End.
Albums de Keith Jarrett
Somewhere
(2013) Concerts, Bregenz/München
(2013)
No End est un album du pianiste de jazz américain Keith Jarrett sorti en 2013 par ECM.
Ce disque fut enregistré par Jarrett en 1986, dans le home-studio qu'il s'était installé dans une grange à côté de sa maison dans la campagne du New Jersey. À cause des conditions d'enregistrements rudimentaires, le son est parfois proche du Lo-fi. Ce disque tranche ainsi avec la production généralement très soignée d'ECM.
Sur ce disque on entend une part méconnue de la musique de Keith Jarrett. Il joue divers instruments, tels de la guitare électrique, de la basse Fender, de la batterie ou des percussions, qu'il enregistre en overdub, créant des sortes de danses tribales. Les morceaux sont improvisés à partir d'une idée rythmique, d'une ligne de basse ou d'une mélodie. Ce disque est ainsi à rapprocher de son album Spirits (en) (1985).

## Liste des pistes
Toute la musique est improvisée par Keith Jarrett.
| N°   | Titre      | Durée |
| ---- | ---------- | ----- |
| CD 1 |            |       |
| 1.   | Part I     | 7:22  |
| 2.   | Part II    | 3:37  |
| 3.   | Part III   | 5:39  |
| 4.   | Part IV    | 5:25  |
| 5.   | Part V     | 3:39  |
| 6.   | Part VI    | 5:36  |
| 7.   | Part VII   | 4:06  |
| 8.   | Part VIII  | 3:57  |
| 9.   | Part IX    | 4:47  |
| 10.  | Part X     | 2:32  |
| CD 2 |            |       |
| 1.   | Part XI    | 4:05  |
| 2.   | Part XII   | 6:14  |
| 3.   | Part XIII  | 3:48  |
| 4.   | Part XIV   | 4:56  |
| 5.   | Part XV    | 4:28  |
| 6.   | Part XVI   | 2:46  |
| 7.   | Part XVII  | 3:40  |
| 8.   | Part XVIII | 5:48  |
| 9.   | Part XIX   | 7:12  |
| 10.  | Part XX    | 3:03  |

## Personnel
- Keith Jarrett : guitare électrique, basse Fender, batterie, tabla, percussions, voix, recorder, piano